# Nadeo
Nadeo (Eigenschreibweise: NADEO) ist ein französischer Spieleentwickler mit Sitz in Issy-les-Moulineaux, nahe Paris. Das Unternehmen ist der Entwickler der TrackMania-Spielserie, VirtualSkipper und ShootMania. Am 5. Oktober 2009 wurde es von Ubisoft übernommen. Seit August 2011 benutzt es die Internet-Vertriebsplattform ManiaPlanet für den Verkauf der Spiele TrackMania 2 und ShootMania.

## Spiele
- Virtual Skipper (2000)
- Virtual Skipper 2 (2002)
- TrackMania (2003)
- Virtual Skipper 3 (2003)
- TrackMania: Power Up! (2004)
- TrackMania Sunrise (2005)
- TrackMania Original (2005)
- Virtual Skipper 4 (2005)
- TrackMania Sunrise: eXtreme! (2005)
- TrackMania Nations ESWC (2006)
- TrackMania United (2006)
- Virtual Skipper 5: 32nd America's Cup: The Game (2007)
- TrackMania United Forever (2008)
- TrackMania Nations Forever (2008)
- Virtual Skipper Online (2008)
- TrackMania² Canyon (2011)
- ShootMania Storm (2013)
- TrackMania² Valley (2013)
- TrackMania² Stadium (2013)
- QuestMania (Unbekannt)
- TrackMania Turbo (2016)
- TrackMania² Lagoon (2017)
- TrackMania (2020)